# Phoebetria palpebrata
Phoebetria palpebrata là một loài chim trong họ Diomedeidae.